# Dennis Berry
Pour les articles homonymes, voir Berry (homonymie).
Dennis Berry, né le 11 août 1944 à Hollywood et mort le 12 juin 2021 à Paris 14e, est un réalisateur, scénariste et acteur franco-américain.

## Biographie
Dennis Berry est le fils du réalisateur John Berry, né le 6 septembre 1917 et mort le 29 novembre 1999, et de sa première épouse Gladys Cole. Il arrive en France à l'âge de sept ans, à la suite de l'exil de son père, dénoncé comme communiste à l'époque du maccarthysme.
Il devient comédien à l'âge de 13 ans car il parle anglais et on lui demande de jouer avec Julie Dassin une pièce de Thornton Wilder au Centre Américain de Paris.
Il débute au cinéma dans La Collectionneuse d'Éric Rohmer. On le voit ensuite dans plusieurs petits rôles aux côtés de Bulle Ogier, Jean-Paul Belmondo, Alain Delon, Melina Mercouri, Serge Gainsbourg ou Johnny Hallyday.
En 1972, Dennis Berry épouse l'actrice Jean Seberg. Elle joue dans le premier film qu'il réalise en 1975 Le Grand Délire où elle partage l'affiche avec Isabelle Huppert. Le couple se sépare, tout en restant marié jusqu'à la disparition tragique de Jean Seberg en 1979.
C'est à Hollywood qu'il rencontre Anna Karina alors qu'elle se prépare à tourner dans Regina Roma aux côtés d'Ava Gardner et Anthony Quinn. Ils se marient en 1982. Dennis Berry réalise le film Last song en 1986 dans lequel Anna Karina et Gabrielle Lazure se partagent la tête d'affiche, signant également les paroles des chansons du film sur des musiques de Stéphane Vilar. Dennis Berry réalise ensuite de nombreux épisodes de la série télévisée Highlander.

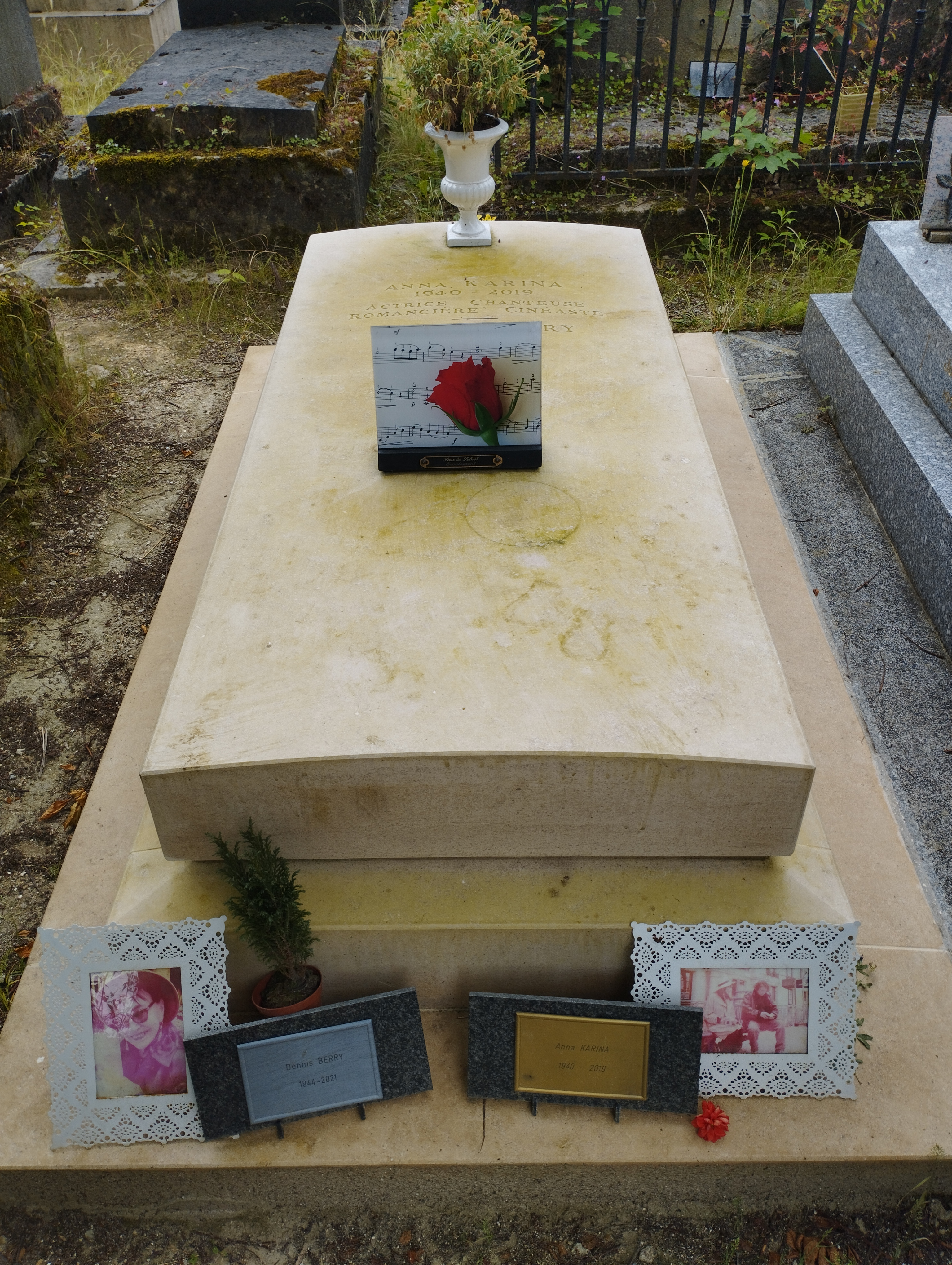
Tombe de Dennis Berry et Anna Karina au cimetière du Père-Lachaise (division 49).

Après l'avoir fait débuter dans la série Highlander, il offre son premier grand rôle à Marion Cotillard dans le téléfilm Chloé en 1996 où elle a pour partenaire Anna Karina.
Après plusieurs téléfilms et séries, Dennis Berry revient au cinéma en 2001 avec le film Vendetta (Laguna), choisissant pour tenir le rôle principal l'acteur britannique Henry Cavill alors débutant.
En 2017, il réalise le documentaire Anna Karina : souviens-toi présenté au Festival Lumière de Lyon et entame la réalisation d'un nouveau long-métrage Sauvages produit par Paulo Branco.
Il meurt le 12 juin 2021 dans le 14e arrondissement de Paris, à l'âge de 76 ans. Il est inhumé au cimetière du Père-Lachaise aux côtés de sa dernière épouse Anna Karina.

### Vie privée
Il est le demi-frère d'Arny Berry, comédien, auteur et metteur en scène de théâtre, lequel est le fils de John Berry et de Myriam Boyer, la seconde épouse de celui-ci.
Il a été marié en 1972 avec l'actrice Jean Seberg et s'est remarié en 1982 avec Anna Karina, avec laquelle il a partagé sa vie jusqu'à la mort de celle-ci en 2019.

## Filmographie

### Réalisateur

#### Cinéma
- 1969 : Jojo ne veut pas montrer ses pieds avec Zouzou et Joël Barbouth (court-métrage)
- 1971 : La Mort du chat avec Pierre Collier (court-métrage) Grand Prix du Festival international du court-métrage d'Oberhausen
- 1974 : Le Boxeur (court-métrage) avec Zouzou
- 1975 : Le Grand Délire avec Jean Seberg et Isabelle Huppert
- 1986 : Last Song avec Hervé Baroukhel, Anna Karina et Gabrielle Lazure
- 2001 : Laguna avec Henry Cavill, Emmanuelle Seigner et Charles Aznavour
- 2018 : Sauvages avec Nadia Tereszkiewicz et Catarina Wallenstein

#### Télévision
- 1988 : La Mort mystérieuse de Nina Chéreau avec Alexandra Stewart, Françoise Brion et Maud Adams
- 1991 : The Saint : The Blue Dulac avec Simon Dutton et Manuel Blanc, série télévisée (Royaume-Uni)
- 1992 : Sabine j'imagine avec Gérard Klein et Corinne Dacla
- 1992 : Highlander, série télévisée, saison 1, épisodes 19, 21 avec Marion Cotillard
- 1993 : Highlander, série télévisée, saison 2, épisodes 5, 7, 9, 10, 16, 18, 20, 20
- 1994 : Highlander, série télévisée, saison 3, épisodes 1, 3, 4, 7, 16, 18, 20, 22
- 1994 : Sang et poussière avec Lydia Andrei et Rémi Martin
- 1995 : Highlander, série télévisée, saison 4, épisodes 3, 7, 13, 14, 18, 20
- 1996 : Chloé (téléfilm) avec Marion Cotillard et Anna Karina, Golden Award au Charleston Film Festival
- 1996 : Highlander, série télévisée, saison 5, épisodes 1, 18
- 1997 : Highlander, série télévisée, saison 6, épisodes 1, 3, 5, 7, 9, 11, 13
- 1997 : Stargate SG-1, épisodes The Fisrst Commandment et The Enemy Within
- 1998 : L'Immortelle, série télévisée, saison 1, épisodes 3, 4, 10, 12, 13, 15
- 1999 : La Crim', série télévisée, saison 1, épisodes 7, 9, 10, 11, 12
- 2000 : Poison avec Rosanna Arquette
- 2001 : La Dernière Rivale (Diamond Hunters) (téléfilm en deux épisodes avec Alyssa Milano)
- 2003 : Aventure et Associés, épisode 20 Le Trésor des dieux (Price of the Oracle)
- 2005 : Léa Parker
- 2005 : Le Détective : Contre-enquête
- 2007 : La Lance de la destinée
- 2008 : Duval et Moretti, série, saison 1, 5 épisodes
- 2008 : La Main blanche avec Ingrid Chauvin
- 2015 : Mata Hari avec Gérard Depardieu et Christophe Lambert, coréalisé avec Julius Berg

#### Divers
- 2007 : Le Train de ma vie, clip de la chanson écrite et interprétée par Anna Karina (en duo avec Nassor), composée par Jean-Pierre Stora[5]
- 2016 : Non, je ne regrette rien, clip de la chanson de Charles Dumont interprétée par Jean-Jacques Berthieu
- 2017 : Anna Karina : souviens-toi, documentaire

### Scénariste
- 1975 : Le Grand Délire, de Dennis Berry
- 1986 : Last Song, de Dennis Berry
- 1996 : Chloé (téléfilm), de Dennis Berry

### Acteur
- 1967 : La Collectionneuse, d'Éric Rohmer
- 1967 : Cinq Gars pour Singapour, de Bernard Toublanc-Michel
- 1968 : La Fille d'en face, de Jean-Daniel Simon
- 1968 : À tout casser, de John Berry
- 1969 : L'Amour fou, de Jacques Rivette
- 1969 : Borsalino, de Jacques Deray
- 1969 : Paris n'existe pas de Robert Benayoun
- 1970 : La Promesse de l'aube (Promise at Dawn), de Jules Dassin
- 1975 : Paulina s'en va, d'André Téchiné
- 1984 : Ave Maria, de Jacques Richard

### Producteur
- 1980 : Un ange sur le dos (Angel on my shoulder) de John Berry
- 1980 : Little Miss Marker de Walter Bernstein
- 1981 : Piège à minuit (Midnight Lace) d'Ivan Nagy (téléfilm)